# Sergio Araujo
Sergio Ezequiel Araujo, né le 28 janvier 1992 à Neuquén en Argentine, est un footballeur argentin qui évolue au poste d'attaquant avec le Cerro Porteño.

## Biographie
Sergio Araujo joue dans toutes les catégories juniors de Boca Juniors avant de débuter en Première division argentine sous la direction d'Alfio Basile en 2009 face à Banfield.
Le 21 novembre 2010, il inscrit son premier but en Première division face à l'Arsenal de Sarandí. Araujo accompagne Martín Palermo à la pointe de l'attaque lors des quatre dernières journées du Tournoi d'ouverture 2010.
En juillet 2012, Sergio Araujo est prêté au FC Barcelone pour jouer dans un premier temps avec la réserve. En juillet 2013, il retourne jouer avec Boca Juniors.
En juillet 2014, Araujo est prêté pour une saison à l'UD Las Palmas avec une option d'achat.

### Équipe nationale
Sergio Araujo a disputé plusieurs compétitions avec l'équipe d'Argentine des moins de 17 ans et des moins de 20 ans. Il inscrit trois buts lors de la Coupe du monde des moins des 17 ans 2009.

## Style de jeu
Sergio Araujo avoue avoir comme référence son compatriote Sergio Agüero dont le jeu est similaire au sien.

## Palmarès
Boca Juniors
- Vainqueur du Tournoi d'ouverture 2011

 AEK Athènes
- Championnat de Grèce
  - Vainqueur en 2018